# Anakim
Anakim (en hebreo: עֲנָקִים‎ ‘Ǎnāqîm ) fueron descritos como una raza de gigantes, descendientes de Anak, de acuerdo con el Tanaj. Se decía que habían vivido en la parte sur de la tierra Canaán, cerca de Hebrón (Génesis 23:2; Josué 15:13). De acuerdo con Génesis 14:5-6 ellos poblaban la región posteriormente conocida cómo Edom y Moab en los tiempos de Abraham. Su nombre podría provenir de una raíz hebrea que significa "fuerza" o "estatura".
Su formidable aspecto, tal como lo describen los Doce Espías enviados a reconocer la tierra, llenó a los israelitas de terror. Los israelitas parece que los identificarón con los Nefilim, los gigantes (Génesis 6:4), Números 13:33) de la era antediluviana. Josué finalmente los expulsó de esas tierras, a excepción de algunos que encontraron refugio en las ciudades filisteas de Gaza, Gat, y Asdod (Josué 11:22), por lo tanto, los gigantes filisteos que David encontró (2 Samuel 21:15-22 ) eran descendientes de los Anakim.